# Ç (слово латинице)
Ç ç (Ç ç; искошено: Ç ç) је слово латинице. Користи се у албанском и готово свим туркијским језицима. Ћирилична верзија овог слова је „”, а „” је латинично слово са истим изговарањем, које се користи и у романизовано у верзији нашег језика. У међународној фонетскаој абецеди представља /t͡ʃ/.
Може се наћи и у француском, португалском и каталонском, где се сматра акцентом, а не засебним словом. У тим језицима, изговара се као краће /s/.

## Рачунарски кодови
| Знак                      | Ç                                   | Ç                                   | ç                                 | ç                                 |
| ------------------------- | ----------------------------------- | ----------------------------------- | --------------------------------- | --------------------------------- |
| Назив у Уникоду           | LATIN CAPITAL LETTER C WITH CEDILLA | LATIN CAPITAL LETTER C WITH CEDILLA | LATIN SMALL LETTER C WITH CEDILLA | LATIN SMALL LETTER C WITH CEDILLA |
| Врста кодирања            | децимална                           | хексадецимална                      | децимална                         | хексадецимална                    |
| Уникод                    | 199                                 | U+00C7                              | 231                               | U+00E7                            |
| UTF-8                     | 195 135                             | C3 87                               | 195 167                           | C3 A7                             |
| Нумеричка референца знака | &#199;                              | &#xC7;                              | &#231;                            | &#xE7;                            |
| Нумеричка референца знака | &Ccedil;                            | &Ccedil;                            | &ccedil;                          | &ccedil;                          |